# سامیت (کنتاکی)
سامیت (به انگلیسی: Summit) یک منطقهٔ مسکونی در ایالات متحده آمریکا است که در شهرستان بوید، کنتاکی واقع شده‌است. سامیت unknown نفر جمعیت دارد.